# Хваршины
Хваршины (хварш. акьилза, анкьизо) — один из цезских народов, один из коренных народов Западного Дагестана. Говорят на хваршинском языке, на одном из малочисленных цезских языков. Численность — 12 тыс. человек. Верующие — мусульмане-сунниты.

## Расселение

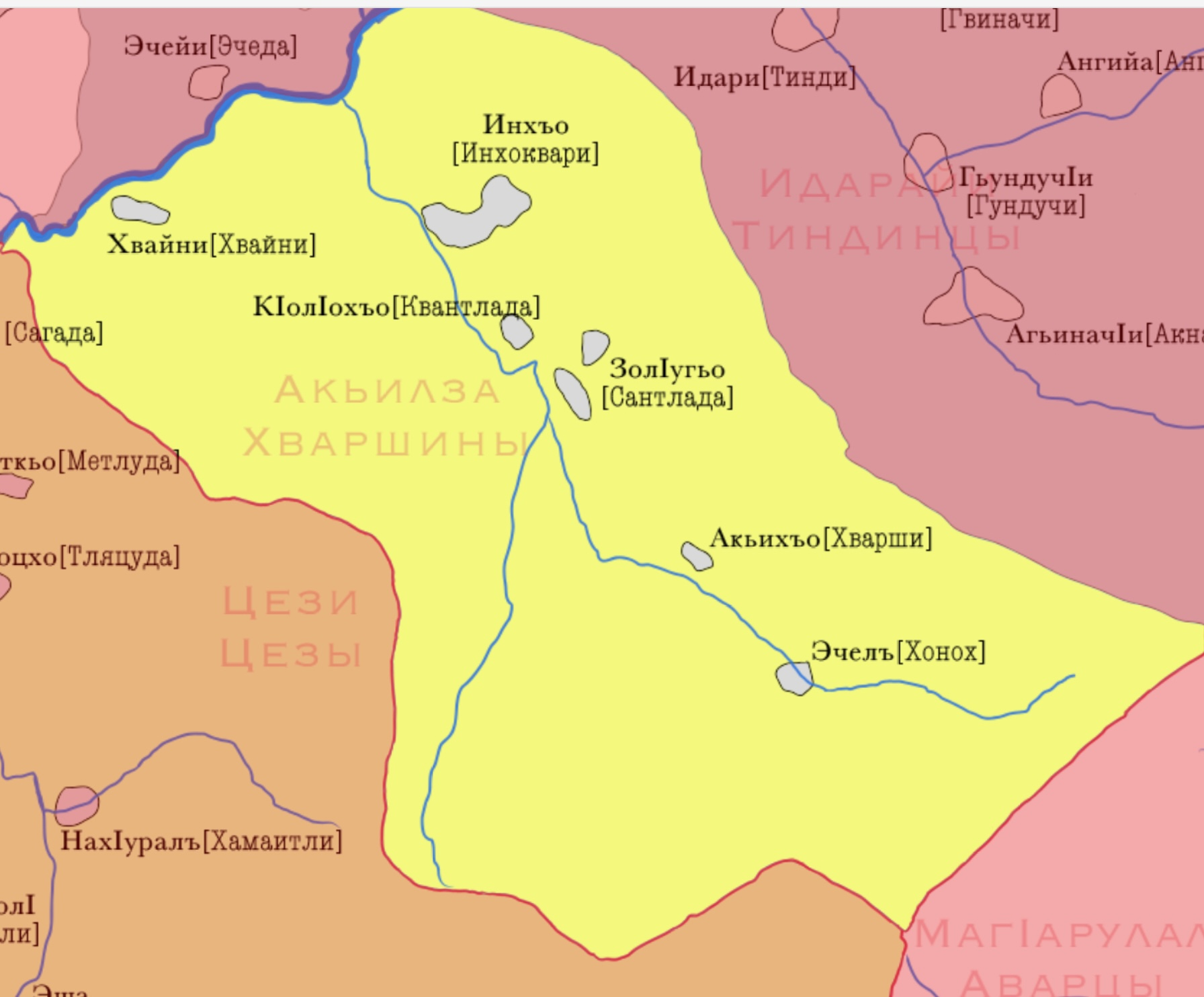
Хваршинские села в горной зоне. Названия приведены на хваршинском языке.

Исторически проживают в Дагестане, в юго-восточной части высокогорного Цумадинского района, вдоль ущелья, образованного рекой Хваршинка, притоком реки Андийское Койсу, в селах Цумадинского района (Хварши, Хонох, Верхнее и Нижнее Инхоквари, Квантлада, Сантлада, Хвайни). С 1950-х годов проживают и в Хасавюртовском районе (Первомайское, Октябрьское и частично Муцалаул). Около 70 % хваршинов живёт на Кумыкской равнине — в Хасавюртовском и Кизилюртовском районах.
В переселенченских селах (начало 2010-х) на равнине живут выходцы следующих сел:
- Первомайском (Хасав-Юртовский район) — 1200 из Сантальды
- Октябрьском (Хасав-Юртовский район) — 1590 из Инхоквари, 730 из Квантады
- Муцалауле (Хасав-Юртовский район) — более 2000 из Хварши
- Комсомольском (Кизил-Юртовский район) — более 500 из Хварши, 300 из Хвайни
- Кизилюрте — 500 из Инхоквари и 100 из Хварши
- Кизляре и Кизлярском районе — 100 Инхоквари и 70 из Квантлады[6].

## История
Предполагается, что с древнейших времён до позднего средневековья хваршины входили в состав военно-политического союза Дидо. Впоследствии ненадолго вошли в состав общества Богоз (Тинди). К началу XIX века отделились, образовав Хваршинский союз сельских обществ (общество Хварши). После реформ 60-х годов XIX века вошли в состав Тиндальского наибства. В 1944 году были принудительно переселены в Веденский район Чечни. В 1957 году часть вернулась в полуразрушенные селения, часть переехала в равнинные районы Дагестана. С 1930-х годов хваршинцы включены в состав аварцев и не обозначаются в переписях.

## Язык
Хваршинский язык относится к агглютинативному типу, но представлены некоторые элементы флективности (в словообразовании) и аналитизма (в структуре отдельных глагольных форм). Помимо хваршинского языка распространены также русский, аварский и тиндинский языки. Письменность: на основе арабской графики с конца XVIII — начала XIX века, на основе русской графики на аварском языке — с 1930-х годов. Согласно Всероссийской переписи населения 2020 года в России владеют хваршинским языком 2 216 человек, из них 2 195 пользуются им в повседневной жизни.
Язык как и остальные цезские (дидойские) языки — бесписьменный, преимущественно бытового общения. В качестве литературных используются русский и аварский. Вместе с тем филологами признается факт права каждого народа в РФ (в том числе хваршинского) на обучения родному языку в закрепленной в Законе о языках РФ.

## Занятия и традиции
Основное занятие хваршинов — яйлажное скотоводство, главным образом — овцеводство. Существовало богарное плужное земледелие на склонах гор. Пахотное орудие — древнейший горский плуг — баруц. Сеяли ячмень, пшеницу, рожь, просо. Из технических культур выращивали лён-кудряш, из овощных — тыкву, морковь. Промыслы — производство сукна и особых ворсистых одеял (цахъала), паласов, вязание шерстяных носков, сапог, валяние войлока, изготовление деревянной мебели, кухонной утвари, долблёных бочек и ульев. Получили развитие пчеловодство, бортничество и охота. В связи с тем, что существуют проблемы занятости мужского населения, хваршины уезжают на сезонные работы в другие районы Дагестана (в основном в ногайские степи для сбора репчатого лука и возделывания бахчевых культур). В послевоенные годы получило развитие садоводство.
Помимо мусульманских праздников праздновались также самый короткий день года (День безделья), праздник середины зимы (в начале февраля), первой борозды, окончания сбора урожая и др. Проводились обряды вызывания дождя и солнца. Устное народное творчество двуязычно: пословицы, поговорки, загадки, мифы, легенды, сказки, песни, плачи и др. передавались на хваршинском и аварском языках. Издавна почти в каждом селении были образованные люди, которые свободно владели арабским языком. Сохранились домусульманские верования, связанные с тотемизмом, культом предков, обожествлением объектов природы и её сил, демонологические представления.

## Традиционные поселения
Селения хваршинов представляли собой общины-джамаат, управлявшиеся сельским сходом, старейшинами, духовным главой (дибир), исполнителями, глашатаем, с 60-х годов XIX века — старшиной. Семьи, имевшие общего предка по мужской линии, составляли тухум, предпочтительно эндогамный, были связаны взаимопомощью. Семья — малая. Существовали левират, сорорат. Развиты были обряды сватовства, обычай умыкания в различных разновидностях (уводом, прикосновением, снятием платка с головы и т. п.). Большую роль играли гостеприимство, куначество, обычаи взаимопомощи и кровной мести.
Сёла хваршинов располагались на естественно укреплённых местах. На подступах к селу Хварши сохранились четыре сторожевые башни. Жилища — прямоугольные, в осном двухэтажные, каменные, с турлучными внутренними стенами и с открытыми лоджиями на втором этаже. Первый этаж — хлев, второй — жилой, имевший жилую и «нарядную» комнаты, крыши плоские, земляные. Функцию двора часто выполняла крыша нижерасположенного дома. К дому примыкали деревянные пристройки (бокьис гӏачӏнаба) для хранения продуктов.

## Национальный костюм
Для шитья одежды до XIX века использовали в основном местные материалы (сукно, овчину, войлок); с XIX века проникли из России дешёвые фабричные ткани.

### Мужской костюм
Мужской костюм состоял из рубахи (гуд), штанов, распашного бешмета, черкески; в зимнее время надевались разновидности овчинных шуб (къочора), овчинные куртки (кӏойту хабачи), войлочные накидки (бутнус къочора); популярны были и андийские бурки. Головным убором служили белые или чёрные овчинные папахи нескольких типов: конусообразные, цилиндрические, с начала XX века — в виде перевёрнутой трапеции с белым суконным дном. Наиболее распространённой обувью были шерстяные вязаные сапоги с войлочной простёганной подошвой и усечённым носком, орнамент — мелкий тёмный рисунок по белому полю. Бытовали также войлочные сапоги (зунгеба), полуботы из сыромятной кожи (хъурхель), чувяки (мугуры), кожаные полусапожки (уйлятӏу), а также обувь с деревянной подошвой и кожаным верхом без задников (хъваркинеба). Украшением костюма служил кожаный ремень с серебряными бляшками, на котором справа висели пистолет (тапанча) и серебряная коробочка (гъутугъ) с нутряным жиром для смазывания рук, слева — кинжал. На большом пальце правой руки носили серебряную печатку, на запястье мужчины и женщины обязательно носили браслет из чёрного войлока. Голову мужчины брили наголо, отпускали усы, женатые мужчины — небольшие бороды.

### Женский костюм
Одним из основных элементов женского костюма было платье-рубаха туникообразного покроя с боковыми клиньями, прямыми вшивными рукавами без ластовиц и разрезом на груди. С конца XIX века молодые женщины надевали поверх платье на кокетке, а девушки — отрезное платье, присборенное или в складку. Обязательным для всех видов платья остался (у пожилых женщин — и в наше время) красный трёхметровый кушак, подпоясанный в два оборота; концы его опускались спереди или сбоку. Зимой носили овчинные шубы: хуну (напоминало туникообразное платье, но было распашным и подвязывалось красным кушаком) и кӏалакӏач (шуба-накидка с ложными рукавами, ‘уже и короче мужской). Вторым основным элементом женской одежды были штаны — прямые и очень широкие за счёт квадратного клина в верхней части. Штаны стягивались на бёдрах узким гашником, связанным из шерстяных ниток; концы гашника украшались кисточками. Низ штанин обязательно украшался тремя полосками грубого шёлка зелёного, красного и чёрного цветов. В тёплое время года штаны носили навыпуск, зимой заправляли в обувь. В качестве головных уборов бытовали два вида чухту и платок. Первый вид чухту — чепец, сшитый из однотонной яркой материи в сборку на лбу, с кожаной планочкой на темени для удержания височных колец в виде спирали из серебряной проволоки. Удлинённая часть сзади не зашивалась, а свисала как фата. У молодых женщин с XIX века имело распространение чухту-накосник с чепцом из материала тёмных тонов, по низу отделанный широкой красной полосой. Поверх чухту носили квадратный платок (4х4 м) из сукна (позже — из бязи). Женская обувь отличалась от мужской только декором и длиной голенищ. В конце XIX века получили распространение сафьяновые сапожки с трапециевидным невысоким каблуком. Низ голенища отделывался цветной шёлковой строчкой. Носок и задник украшали серебряными монетами.
Девочкам заплетали волосы в несколько косичек, девушки — в две косы, взрослые женщины часто сбривали волосы на затылке, а пожилые оставляли только чуб.
Украшением для женщин служили серебряные монеты (ими обшивали ворот, подол и рукава платья), нагрудник «титино». Носили также пластинчатые ожерелья, браслеты, серьги, кольца, деревянные, коралловые и янтарные бусы.

## Традиционная пища
Пища мучная и мясо-молочная: основные блюда — хинкал, дискообразной формы диаметром 10—12 см, пресные чуреки, комки густого теста-гуд из толокна (муки из жареного ячменя), сдобный хлеб, молочные, мясные и зелёные супы, пироги с творогом, зеленью, мясом и др., вареники и курзе с такой же начинкой. Были распространены густые компоты из лесных фруктов и ягод, травяные отвары, злаковые хмельные напитки.